# Người Koryak
Người Koryak (hay Koriak) là một tộc người bản địa của vùng Viễn Đông Nga, sinh sống ở phía bắc bán đảo Kamchatka thuộc Kamchatka Krai và vùng ven biển Bering. Các biên giới văn hoá của người Koryak bao gồm Tigilsk ở phía nam và lưu vực sông Anadyr ở phía bắc.
Người Koryak có văn hóa tương tự như người Chukchi ở cực đông bắc Siberia. Cả hai dân tộc này đều tự gọi mình là Luorawetlan ([ɬəɣʔorawetɬʔat]; số ít [ɬəɣʔorawetɬʔan]), có nghĩa là "người thực". Ngôn ngữ Koryak và Alutor (thường được coi là phương ngữ của Koryak) gần gũi với ngôn ngữ Chukchi. Tất cả các ngôn ngữ này là thành viên của ngữ hệ Chukotka-Kamchatka. Chúng ít liên quan đến tiếng Itelmen trên bán đảo Kamchatka. Tất cả những dân tộc này và các nhóm thiểu số không liên quan khác trong và xung quanh Kamchatka được gọi chung là Kamchadal.
Những dân tộc lân cận của người Koryak bao gồm người Even ở phía tây, Alutor phía nam (trên eo đất bán đảo Kamchatka), Kerek phía đông và Chukchi ở phía đông bắc.
Người Koryak thường được chia thành hai nhóm. Người sống ven biển được gọi là Nemelan (hay Nymylan) có nghĩa là 'dân làng', do họ sống trong các ngôi làng. Lối sống của họ dựa trên việc đánh bắt cá và thú biển. Người Koryak nội địa, những người chăn nuôi tuần lộc, được gọi là Chaucu (hay Chauchuven), có nghĩa là 'giàu tuần lộc'. Họ thường có lối sống du mục hơn, di chuyển theo các đàn gia súc khi chúng ăn cỏ theo mùa.
Theo cuộc điều tra dân số năm 2010, có 7.953 người Koryak sống ở Nga.

## Từ nguyên
Tên gọi Koryak xuất phát từ 'Korak', một tên ngoại lai, có nghĩa là 'với con tuần lộc (kor)' trong ngữ hệ Chukotka-Kamchatka gần đó. Những tài liệu tham khảo đầu tiên về cái tên 'Koryak' được ghi lại trong các bài viết của một nhà thám hiểm người Cossack Nga tên Vladimir Atlasov, người đã chinh phục Kamchatka cho Sa hoàng năm 1695. Tên biến thể đã được Nga thông qua trong các văn bản chính thức của chính quyền, do vậy nó trở nên phổ biến kể từ đó.

## Nguồn gốc

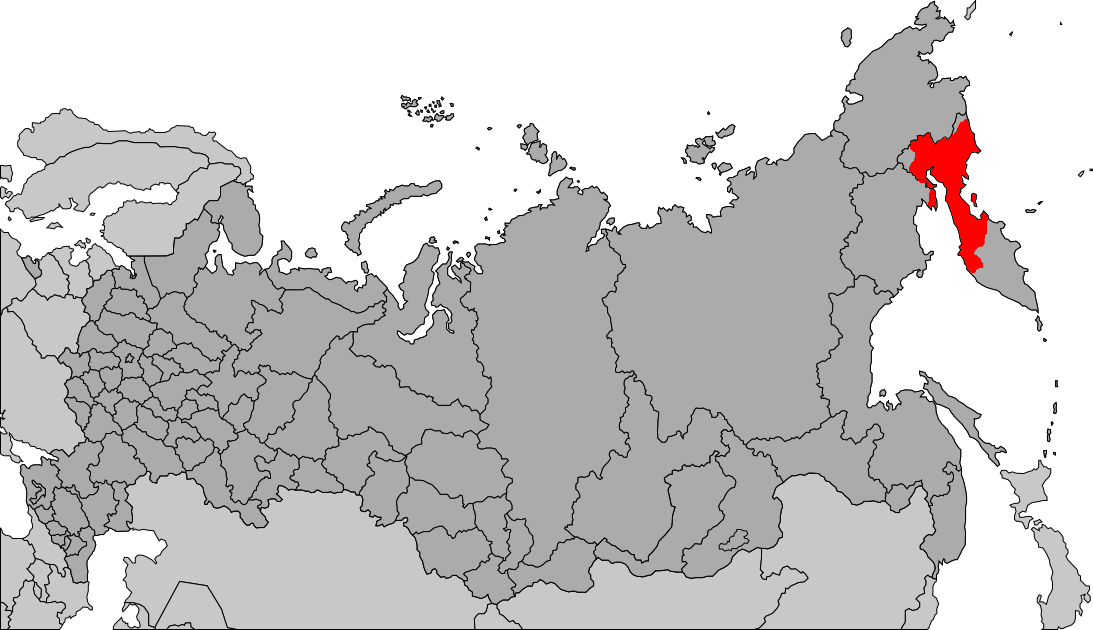
Người Koryak ở Liên bang Nga